# Capital humà
El capital humà o actius humans és un concepte utilitzat pels economistes per designar els atributs personals considerats útils en el procés de producció. Comprèn els coneixements, les habilitats, els coneixements, la salut i l'educació dels empleats. El capital humà té un impacte substancial en els ingressos individuals. La recerca indica que les inversions en capital humà tenen un alt rendiment econòmic durant la infància i l'edat adulta jove.
Les empreses poden invertir en capital humà; per exemple, a través de l'educació i la formació, millorant els nivells de qualitat i producció.